# La sombra (novela)
La sombra es una novela breve de Benito Pérez Galdós, escrita entre 1866 y 1867, y publicada como libro en 1871, tras haber ido apareciendo por entregas a partir de noviembre de 1870, en La Revista de España, dirigida por José Luis Albareda y más tarde por el propio Galdós entre febrero de 1872 y noviembre de 1873.